# Cantone di Dun-sur-Auron
Il Cantone di Dun-sur-Auron è una divisione amministrativa dell'arrondissement di Saint-Amand-Montrond.
A seguito della riforma approvata con decreto del 21 febbraio 2014, che ha avuto attuazione dopo le elezioni dipartimentali del 2015, è passato da 12 a 32 comuni.

## Composizione
I 12 comuni facenti parte prima della riforma del 2014 erano:
- Bussy
- Chalivoy-Milon
- Cogny
- Contres
- Dun-sur-Auron
- Lantan
- Osmery
- Parnay
- Raymond
- Saint-Denis-de-Palin
- Saint-Germain-des-Bois
- Verneuil

Dal 2015 i comuni appartenenti al cantone sono i seguenti 32:
- Arpheuilles
- Augy-sur-Aubois
- Bannegon
- Bessais-le-Fromental
- Bussy
- Chalivoy-Milon
- Charenton-du-Cher
- Chaumont
- Cogny
- Contres
- Coust
- Dun-sur-Auron
- Givardon
- Grossouvre
- Lantan
- Mornay-sur-Allier
- Neuilly-en-Dun
- Neuvy-le-Barrois
- Osmery
- Parnay
- Le Pondy
- Raymond
- Sagonne
- Saint-Aignan-des-Noyers
- Saint-Denis-de-Palin
- Saint-Germain-des-Bois
- Saint-Pierre-les-Étieux
- Sancoins
- Thaumiers
- Vereaux
- Vernais
- Verneuil